# فرودگاه بین‌المللی کوسرای
فرودگاه بین‌المللی کوسرای  (به انگلیسی: Kosrae International Airport) یک فرودگاه همگانی با کد یاتا KSA است که یک باند فرود آسفالت دارد و طول باند آن ۱۷۵۳ متر است. این فرودگاه در کشور ایالات متحده آمریکا قرار دارد و در ارتفاع ۳ متر بالاتر از سطح دریا واقع شده است.